# Домаћа свиња
Домаћа свиња (лат. Sus scrofa domesticus, или Sus domesticus), или само свиња, је доместификована подврста дивље свиње (Sus scrofa; понекад се сматра засебном врстом). Узгаја се као домаћа животиња ради меса (свињетина), масти, месних прерађевина (чварци, кавурма, крвавица, сланина,...) и коже. Длака свиње се користи за прављење четака.
На основу фармске производње, племените расе свиња су разврстане у следеће категорије: прасад — мушка и женска младунчад до телесне масе од 25 кг. Преко 25 кг па до 120 кг (кланична тежина) су товљеници. За потребе това мушка грла се кастрирају а женска не. Уколико су грла остављена за приплод, женке се називају назимице (које се још нису прасиле) и крмаче (женска грла након првог прашења). Мушке јединке у приплоду се називају нерасти. У Војводини се уместо речи „свиња” често користи синоним „брав”.
Изучавање гајења племенитих раса свиња назива се свињарство.

## Карактеристике
Период трудноће код крмача (супрасност) траје 112—114 дана (три месеца, три недеље, три дана). Очекивани број живорођених прасади је између 9 и 12. Најмањи је код првог прашења, највећи је између трећег и петог, а затим лагано опада код старијих јединки. У узрасту од 6 месеци прасад достижу тежину од око 100 килограма живе ваге, при чему достижу кланичну тежину. Животни век свиње износи око 12 година, на шта директан утицај имају исхрана, начин држања и припадност раси.
Већина их има ретку длаку, иако постоје и врсте са густом длаком, попут мангулице. Свиње поседују апокрине и екрине знојне жлезде, мада су екрине жлезде ограничене на њушку и дорсонасална подручја. Свиње, међутим, попут других „бездлаких” сисара (нпр. слонова, носорога, и Bathyergidae), не користе термалне знојне жлезде за хлађење. Свиње исто тако имају мању способност него други сисари да расипају топлоту са влажне слузокоже у устима путем дахтања. Њихова термонеутрална зона је 16 до 22 °C. При вишим температурама, свиње губе топлоту путем ваљања у блату и води; мада је било предложено да блаћење служи другим функцијама, као што је заштита од сунца, контрола ектопаразита, и обележавање мирисом.
Свиње су једна од четири познате врсте сисара које поседују мутације у никотинском ацетилхолинском рецептору које их штите против змијског венома. Мунгоси, медоједни јазавци, јежеви и свиње, сви имају модификације у активном месту рецептора које спречавају змијски веном α-неуротоксин да се веже. То су четири засебне, независне мутације.
Многе врсте свиња су склоне стресу и могу да развију сличне болести кардиоваскуларног система као и људи. Људи и свиње су физиолошки сличне врсте. Стога се свиње често користе као лабораторијске животиње.
Свиње су сваштоједи, што значи да се хране храном и биљног и животињског порекла. На мањим фармама се хране остацима из кухиње — помијама. У дивљини свиње храну проналазе у земљи коју рију кљовама. Свиња има веома осетљиво чуло мириса, тако да се користе за проналажење тартуфа у многим европским земљама.
Свиње спадају међу најинтелигентније сисаре. Сматра се да су свиње интелигентније од пса и мачке

## Таксономија
Домаћа свиња се најчешће сматра подврстом дивље свиње, којој је име Sus scrofa дао Карл фон Лине 1758. године; сходно томе, формално име доместиковане свиње Sus scrofa domesticus. МеђутимErxleben, 1777. године је Јохан Еркслебен класификовао домаћу свињу као засебну врсту од дивље свиње. Он јој је дао име Sus domesticus, које таксономи још увек користе.

## Порекло
Археолошки налази указују да су свиње припитомљене од дивље свиње већ у периоду од 13.000—12.700 ПС на Блиском истоку у сливу Тигра., Њима се управљало на сличан начин као што то данас чине становници Нове Гвинеје. Поједини пронађени остаци свиња датирају из периода старијег од 11.400 година ПС, на Кипру, и највероватније да су увезени са континенталног дела копна, што указује да су до тада већ биле припитомљене. Процес припитомљавања дивљих свиња десио се засебно и у Кини.
ДНК налази из под-фосилних остатака зуба и вилица европских свиња из периода неолита указују да су прве домаће свиње увезене са Блиског истока. Ово је убрзало и процес припитомљавања локалних свиња у Европи, што представља трећи процес припитомљавања, у којем се генетичка база увезена са Блиског истока полако смањивала у Европи. Данашње домаће свиње доживеле су сложен процес међусобног мешања у времену када се сада и европске свиње извозе на Блиски исток.. Историјски налази указују да су азијске свиње представљене Европи током 18. и почетком 19. века.
У августу 2015, једна студија је размотрила преко 100 свињских генома с циљем утврђивања процеса њихове доместикације, за који се претпостављало да су га иницирали људи, да је у томе учествовало неколико индивидуа, и да се ослањао на репродуктивну изолацију између дивљих и домаћих форми. Та студија је утврдила да је претпоставка о репродуктивној изолацији са постојањем популационих уских грла неоснована. Студија је извела закључак да су свиње биле доместификоване засебно у Западној Азији и Кини, при чему су западноазијске свиње уведене у Европу, где су оне биле укрштене са дивљим свињама. Модел који подробно описује податке обухвата хибридизацију са сад изумрлом популацијом дивљих свиња током плеистоцена. Та сутија је исто тако утврдила да упркос укрштања са дивљим свињама, геноми доместикованих свиња имају снажан потпис селекције у ДНК локусима који утичу на понашање и морфологију. Студија је извела закључак да је људска селекција код доместикованих сојеве вероватно сузбила хомогенизирајући ефекат протока гена са дивљих свиња и креирала доместикациона острва у геному. Могуће је да је исти процес применљив на друге доместиковане животиње.
Прилагодљива природа сваштоједске исхране дивље свиње учинили су да се припитомљавање обави без већег труда. Свиње су се углавном користиле за исхрану, али ране цивилизације су користиле свињску кожу за оклопе, зубе за алате и оружје, а чекиње за четке. Свиње су у југоисточне делове Северне Америке из Европе увезли Хернандо де Сото и други рани шпански истраживачи. Одбегле свиње су у дивљини поново постајале дивље и узроковале бројне проблеме америчким урођеницима који нису држали припитомљену стоку.
Међу животињама које су Шпанци увели у Чилоенски архипелаг у 16. веку, свиње су се најуспешније адаптирале. Свиње су имале користи од изобиља шкољки и алги изложених великим осекама архипелага. Свиње су донели у југоисточну Северну Америку из Европе де Сото и други рани шпански истраживачи. Одбегле свиње су постале дивље и изазвале су велики број поремећаја у начину живота америчких домородаца, који нису имали доместиковане животиње, изузев паса. Популације дивљих свиња у југоисточним Сједињеним Државама су од тог доба мигрирале на север и постале су све већи проблем на Средњем западу. Оне се матрају инвазивном врстом, те многи програми државних агенција имају за циљ њихово хватање или ловљење ради одстрањивања. Доместиковане свиње су постале дивље у многим другим деловима света (нпр. Нови Зеланд и северни Квинсленд) и узроковале су знатну штету у животном окружењу. Дивљи хибриди Европских дивљих свиња и доместикованих свиња су исто тако веома реметилачки за околину и пољопривреду (они су међу 100 најштетнијих животињских врста), посебно у југоисточној Јужној Америци од Уругваја до бразилског Мато Гросо до Сула (Средњозападне регије), и Сао Пауло (држава) (Југоисточне регије), где су познати као javaporcos (from javali и porco, са значењем „дивље свиње”).
Са око 1 милијарде живих индивидуа у било које време, доместикована свиња је једна од најбројнијих великих животиња на планети.

## Репродукција
Крмаче достижу полну зрелост при узрасту од 3—12 месеци и пролазе кроз еструс сваких 18—24 дана ако нису успешно оплођене. Гестациони период је у просеку 112—120 дана. Еструс траје два до три дана током којих женке испољавају спремност за парење. То је рефлективни респонс који је стимулисан кад је женка у контакту са пљувачком полно зрелог вепра. Андростенол је један од феромона који се формира у субмаксиларним пљувачним жлездама вепрова и који изазивају респонс женки. Женски врат материце садржи серију од пет интердигитирајућих јастучића, који придржавају вепров пенис током копулације. Женке имају бикорнуатне материце и до две оплодње мора доћи у оба матерична рога да би дошло до супрасности. Мајчино препознавање трудноће код свиња јавља са 11 до 12 дана супрасности.

## Свињско месо у исхрани
Свињско месо и месне прерађевине су широко распрострањени у исхрани. Ипак, због високог нивоа масти, као и због тога што свиње могу бити домаћини широкој лепези паразита, свињске месне прерађевине су често мета критика везаних за здраву исхрану. Најчешће се као свињски паразити спомињу трихинела, cysticercosis и brucellosis.
У јудаизму и исламу, свињско месо је забрањено у исхрани, јер се сматра прљавом и злобном животињом.

## Свињогојство
| област/држава | Број свиња (у милионима) |
| ------------- | ------------------------ |
| Кина          | 489                      |
| САД           | 60                       |
| Бразил        | 33                       |
| Србија        | 3,49                     |
| свет          | 961                      |

Домаћа свиња се често гаји на сеоским имањима на отвореном. У неким случајевима свињама се дозвољава да се хране у шумама под надзором свињара. У индустријализованом свету, узгој свиња се више не обавља у традиционалним свињцима, већ у свињским фармама уз интензивну примену научних метода. Тиме је значајно смањена цена узгоја свиња.